# General Motors Building (New York)
General Motors Building este o clădire de 50 de etaje ce se află în New York City. Este deținută de Boston Properties, Zhang Xin, și de Safra Group.